# 大震災石圍牆庄殉難紀念碑
24°28′22″N 120°49′04″E / 24.472664°N 120.817650°E
大震災石圍牆庄殉難紀念碑，是位於臺灣苗栗縣公館鄉石墻村的關刀山地震紀念碑。

## 緣由
1935年4月21日早上6點2分發震的關刀山地震，災情最嚴重的是沿三義魚藤坪往北延伸到銅鑼新鷄隆、老鷄隆、公館的石圍墻（今石墻村）。自光緒年間後，後龍溪流域中流的老鷄隆、石圍墻等居民有定期聯合南下北港媽祖廟進香的傳統。發震當天正為農曆三月十七，公館和銅鑼地區正要舉行媽祖進香大拜拜，在外工作者紛紛返家，所以會造成如此嚴重的傷亡。石墻村全村一百四十二戶有一百四十一戶全倒，僅剩石圍牆北門附近一戶住家半倒。
農民陳北開表示，地震數秒間就造成石圍墻和多數土造平房倒塌，沒有一面牆壁還超過1公尺以上，他妹妹也因此身亡；詹德坤鄰居陳秋香回想，詹德坤當時正要去村中的關帝廟找父親，卻被建築物砸傷，送醫時已回天乏術；村民張雲金自述姪子、姪女皆死，石圍牆庄到處傷者哀嚎、家屬痛哭；張雲金妻子張黃三妹自述，發生時她正在家中吃早餐，只聽轟然一聲，她和家人在房子倒塌前及時逃出，後來在避難所住了快一個月。

## 紀念

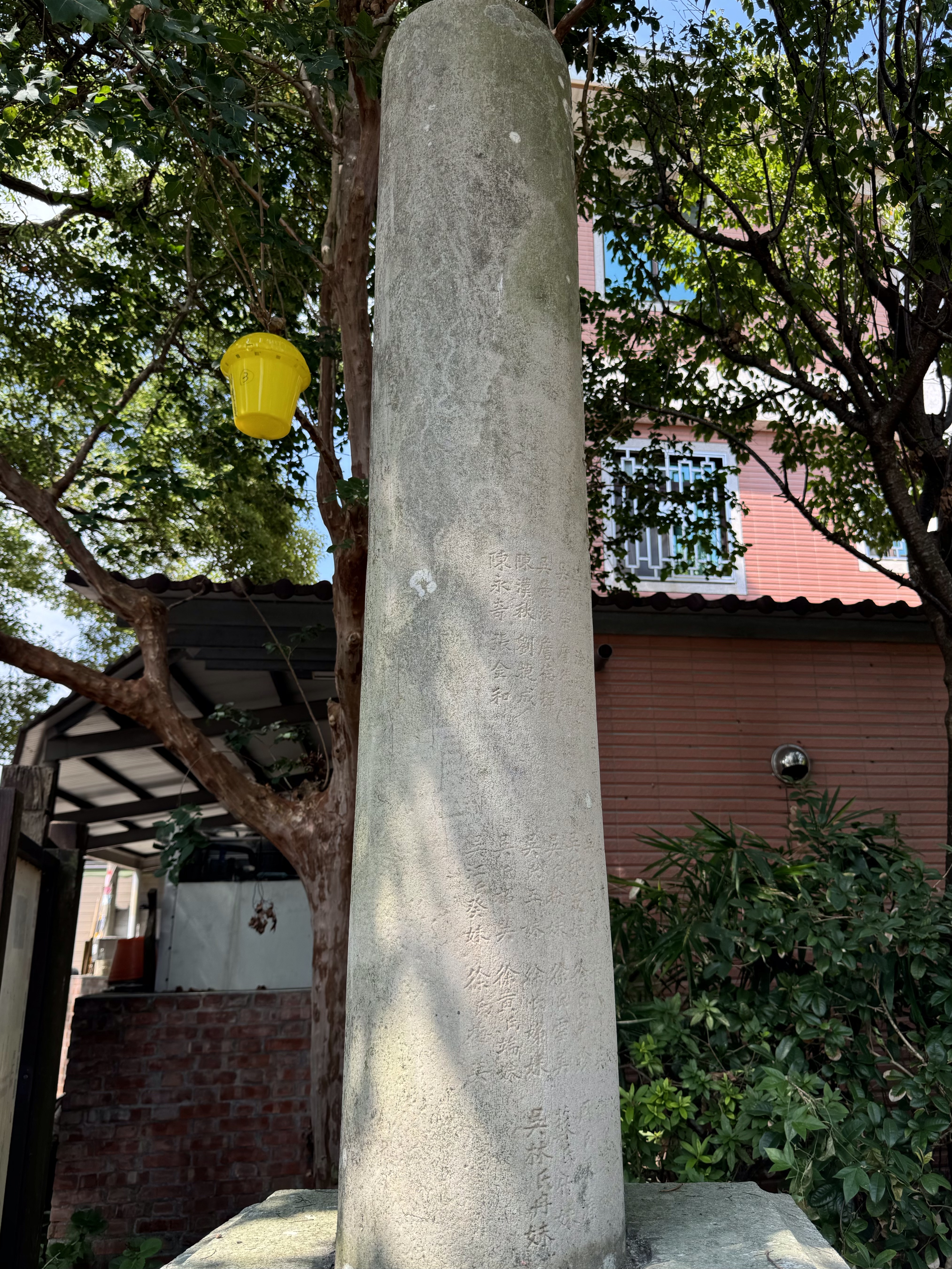
圓形石碣陳漢秋、詹德坤等受難者名字

日本政府在死亡較多的苗栗地區數處設置殉難紀念碑，如銅鑼鄉銅鑼國小側門、公館鄉石墻村、三灣鄉大河派出所等，並訂於陽曆4月21日祭弔。其中大震災石圍牆庄殉難紀念碑立於1935年5月18日，在受災戶張雲金與張黃三妹夫妻住家附近。圓形石碣上刻有受難者姓名，共有八十三位死難者。紀念碑文由陳漢初撰寫。陳漢初的二弟陳漢秋就在此地震去世，當時才二十九歲。
此外，日本政府宣傳村民詹德坤在臨終前高唱日本國歌，因此又另在五福公園立銅像。據石圍社區發展協會理事邱新和表示，石圍牆庄殉難紀念碑立碑後，每年農曆七月二十九日，村民都會在碑旁普渡祭拜，日本政府一度下令停辦，但庄長、民眾一致要求，隔年就恢復舉辦，之後仍維持這項傳統。半世紀後，詹德坤銅像已被遺族變賣換抽水機，石圍牆庄殉難紀念碑雖碑文模糊但依稀可辨。
1999年9月初，石圍社區爭取內擴大內需營造城鄉新風貌補助，將此碑週圍整理為石圍震災紀念公園。2005年9月，苗栗新故鄉協會將承接客委會「客庄文化資源普查計畫」，以公館鄉為主拍攝一萬五千多照片，其中也包含此紀念碑。次年，苗栗縣鄉土文化協會並將此碑、石圍牆遺址、石母祠列為石墻村的自行車路線景點之一。
2016年8月13日，總統蔡英文來到紀念碑前，聽取作家李喬陳述當年之事。